# العلاقات الهندية الجيبوتية
العلاقات الهندية الجيبوتية هي العلاقات الثنائية التي تجمع بين الهند وجيبوتي.

## مقارنة بين البلدين
هذه مقارنة عامة ومرجعية للدولتين:
| وجه المقارنة                                              | الهند                       | جيبوتي                    |
| --------------------------------------------------------- | --------------------------- | ------------------------- |
| المساحة (كم2)                                             | 3.29 مليون                  | 23.20 ألف                 |
| عدد السكان (نسمة)                                         | 1.35 مليار                  | 956.99 ألف                |
| الكثافة السكانية (ن./كم²)                                 | 410.33                      | 41.25                     |
| العاصمة                                                   | نيودلهي                     | جيبوتي                    |
| اللغة الرسمية                                             | اللغة الهندية، لغة إنجليزية | لغة فرنسية، اللغة العربية |
| العملة                                                    | روبية هندية                 | فرنك جيبوتي               |
| الناتج المحلي الإجمالي (بليون دولار)                      | 2.60 تريليون                | 1.84 مليار                |
| الناتج المحلي الإجمالي (تعادل القوة الشرائية) بليون دولار | 8.00 تريليون                | 3.10 مليار                |
| الناتج المحلي الإجمالي الاسمي للفرد دولار أمريكي          | 1.60 ألف                    | 1.95 ألف                  |
| الناتج المحلي الإجمالي للفرد دولار أمريكي                 | 5.70 ألف                    | 3.27 ألف                  |
| مؤشر التنمية البشرية                                      | 0.609                       | 0.470                     |
| رمز المكالمات الدولي                                      | +91                         | +253                      |
| رمز الإنترنت                                              | .in، .भारत ‏، .بھارت ‏،        | .dj                       |
| المنطقة الزمنية                                           | ت ع م+05:30، توقيت الهند    | ت ع م+03:00               |

## منظمات دولية مشتركة
يشترك البلدان في عضوية مجموعة من المنظمات الدولية، منها:
| علم المنظمة | اسم المنظمة                        | تاريخ انضمام الهند | تاريخ انضمام جيبوتي |
| ----------- | ---------------------------------- | ------------------ | ------------------- |
|             | يونسكو                             | 4 نوفمبر 1946      | 31 أغسطس 1989       |
|             | مؤسسة التمويل الدولية              | 20 يوليو 1956      | 1 أكتوبر 1980       |
|             | منظمة حظر الأسلحة الكيميائية       | ?                  | ?                   |
|             | مؤسسة التنمية الدولية              | 24 سبتمبر 1960     | 1 أكتوبر 1980       |
|             | منظمة التجارة العالمية             | 1995               | ?                   |
|             | وكالة ضمان الاستثمار متعدد الأطراف | 6 يناير 1994       | 12 يناير 2007       |
|             | الاتحاد البريدي العالمي            | ?                  | ?                   |
|             | الاتحاد الدولي للاتصالات           | 1869               | 22 نوفمبر 1977      |
|             | منظمة الشرطة الجنائية الدولية      | ?                  | ?                   |
|             | الأمم المتحدة                      | 30 أكتوبر 1945     | 20 سبتمبر 1977      |
|             | البنك الدولي للإنشاء والتعمير      | 27 ديسمبر 1945     | 1 أكتوبر 1980       |
|             | البنك الإفريقي للتنمية             | ?                  | ?                   |

## وصلات خارجية
- موقع وزارة الخارجية الهندية